# Belvidere (Illinois)
Belvidere és una ciutat dels Estats Units a l'estat d'Illinois. Segons el cens del 2000 tenia 20.820 habitants.

## Demografia
Segons el cens del 2000, Belvidere tenia 20.820 habitants, 7.531 habitatges, i 5.324 famílies. La densitat de població era de 886,3 habitants/km².
Dels 7.531 habitatges en un 38,7% hi vivien nens de menys de 18 anys, en un 53,9% hi vivien parelles casades, en un 11,9% dones solteres, i en un 29,3% no eren unitats familiars. En el 24,8% dels habitatges hi vivien persones soles l'11,2% de les quals corresponia a persones de 65 anys o més que vivien soles. El nombre mitjà de persones vivint en cada habitatge era de 2,73 i el nombre mitjà de persones que vivien en cada família era de 3,26.
Per edats la població es repartia de la següent manera: un 29,7% tenia menys de 18 anys, un 8,8% entre 18 i 24, un 31,2% entre 25 i 44, un 18,1% de 45 a 60 i un 12,2% 65 anys o més.
L'edat mediana era de 32 anys. Per cada 100 dones de 18 o més anys hi havia 94,7 homes.
La renda mediana per habitatge era de 42.529 $ i la renda mediana per família de 50.601 $. Els homes tenien una renda mediana de 37.116 $ mentre que les dones 24.454 $. La renda per capita de la població era de 17.804 $. Aproximadament el 7,8% de les famílies i el 10% de la població estaven per davall del llindar de pobresa.

## Poblacions properes
El següent diagrama mostra les poblacions més properes.